# Lorolwana
Lorolwana est une ville du Botswana.